# ژیتنیتسا (استان پلوودیو)
ژیتنیتسا (به بلغاری: Zhitnitsa) یک منطقهٔ مسکونی در بلغارستان است که در پلوودیو واقع شده‌است.
 ژیتنیتسا  ۱٬۵۸۵ نفر جمعیت دارد و ۲۳۲ متر بالاتر از سطح دریا واقع شده‌است.